# Ven a cenar conmigo
Ven a cenar conmigo fue un concurso de televisión emitido en Antena 3 entre 2008 y 2010, y en Cuatro, entre 2017 y 2020. Basado en el programa británico Come dine with me, el programa mezclaba cocina con telerrealidad.
En el formato, cinco personas concursaban por ver quién era el mejor anfitrión durante toda una semana, con el objetivo de llevarse un premio de 3.000 euros.

## Formato
Cinco personas de una misma provincia que no se conocen entre sí compiten durante toda una semana (de lunes a viernes) por ver quien es el mejor anfitrión a la hora de organizar una cena, con el objetivo de llevarse un premio de 3.000 euros (6.000 euros cuando se emitió entre 2008 y 2010). 
El anfitrión de la tarde debe elaborar desde su propia casa una cena para sus invitados, que actuarán también como "jueces" y rivales. Existen dos partes del programa: por un lado, la proceso de elaboración de los platos para la cena por parte del anfitrión, en los que también se muestra los ingredientes y receta, y por otro la propia cena, donde se mostrarán cómo son los invitados.
Una vez concluye la cena, los cuatro invitados evalúan al anfitrión de esa tarde, otorgando puntuaciones que van del cero (la más baja) al diez (la más alta). La puntuación de la suma de los diferentes votos es el resultado de cada participante.
Por su parte, hasta el año 2010 el anfitrión tenía derecho a conocer una de las puntuaciones individuales de sus compañeros. Además, al término de la semana existía la posibilidad de que cada concursante pudiera modificar la nota que le otorgó a uno de los participantes. Esta última opción se recuperó con la vuelta del formato en 2017. Sin embargo, en su última temporada, al principio de la semana se reparten unos sobres con una serie de poderes que pueden utilizar a lo largo o al final del concurso, como sumar dos puntos como máximo a un rival, restar dos puntos como máximo a un contrincante, conocer las puntuaciones recibidas de forma anónima, recibir los votos a la cara o que uno de los participantes vote al anfitrión también a la cara.
El que más puntuación tenga es el vencedor. En caso de empate, en la primera etapa eran los que quedaron con menos puntuación los que debían decidir quién merecía ser el ganador. Actualmente, ambos se llevarían el premio.
El programa carece de presentador y está comentado, en clave de humor, por una voz en off. Luis Larrodera es el encargado de poner la voz desde que se emite en Cuatro.
Durante su etapa en Antena 3, existieron diversas modificaciones. Así, dependiendo de la semana, en algunos programas participaban cuatro concursantes o incluso matrimonios, entre otros.

## Historia
El programa tiene, hasta el momento, tres temporadas, las dos primeras en Antena 3. 
La primera, que abarcó desde el 2 de junio de 2008 hasta el 8 de mayo de 2009, el espacio se emitió a las 20:15 horas antes de Antena 3 Noticias, y fue sustituido por ¿Quién quiere ser millonario?. La segunda ocasión fue desde el 15 de febrero de 2010 hasta el día 26 del mismo mes, programándose en las sobremesas.
El 18 de septiembre de 2017, Cuatro recuperó el formato para ser emitido a las 20:30 horas, entre Noticias Cuatro y First Dates, aunque dicho día se emitió a las 22:40 para dar la bienvenida al programa en horario estelar. El programa continuaría sus emisiones, aunque no de manera ininterrumpida, hasta el 14 de febrero de 2020, cuando finalizaron las emisiones grabadas antes de que el espacio no fuera renovado.

## Programas (en Cuatro)

### Ven a cenar conmigo 2017 / 2018
| Episodios | Fechas        | Localización            | Concursantes            | Concursantes            | Concursantes           | Concursantes         | Concursantes                    |
| --------- | ------------- | ----------------------- | ----------------------- | ----------------------- | ---------------------- | -------------------- | ------------------------------- |
| 1–5       | 18/09 - 22/09 | Madrid                  | M.ª Elena Martinos      | Víctor Porras           | Marisa Argüelles       | Jacobo Esquete       | Sonia Berzal                    |
| 6–10      | 25/09 - 29/09 | Almería                 | Abelardo Navarro        | Elena Martín            | Esperanza Pérez        | Juanjo Fernández     | Mariani Hernández               |
| 11-15     | 02/10 - 06/10 | Madrid                  | Lola Sopeña             | Isidro Gutiérrez        | Fernando Díaz          | Arturo Pardos        | Raquel Ortega                   |
| 16-20     | 09/10 - 13/10 | Málaga                  | Estíbaliz Bueno         | Nuria Gallego           | Paco Jimeno            | Ana Abad             | Sebastián Martín                |
| 21-25     | 16/10 - 20/10 | Valencia                | Eva Martínez            | José Gasulla "Chikitín" | Carmen Cruz            | José Capblanc        | Josep Ballester                 |
| 26-30     | 23/10 - 28/10 | Cádiz                   | Miriam López            | Lolo Peregrina          | Ruth Amaya             | Gabi Rojano          | Ángeles Roldán                  |
| 31-35     | 30/10 - 3/11  | Barcelona               | Begoña Galán            | Enrique Bofill          | Mª Ángeles Quintanilla | Cristina Camps       | Frank Rojo                      |
| 36-40     | 6/11 - 11/11  | Madrid                  | Maite Medina            | Noa Sánchez             | Tito Giménez           | Diego Canca          | Cristina Romero                 |
| 41-45     | 13/11 - 17/11 | Murcia                  | Lidia Hernández         | Pepe Muñoz              | Mari Carmen Hernández  | Lin Ye               | Paco Serrano                    |
| 46-50     | 20/11 - 24/11 | Málaga                  | Manuel Quartucci        | Jesús Crespo            | Vanessa Vargas         | Lourdes Aragón       | Auri Serrano                    |
| 51-55     | 27/11 - 1/12  | Sevilla                 | Lola Flores             | Charo Urbano            | Valle García           | Juanmi Román         | José Luis Nevado                |
| 56-60     | 4/12 - 8/12   | San Sebastián           | Olatz Zabalegui         | Mamadou Ndiaye          | Ane Guisasola          | Amaia Puertas        | Iñaki Coloma                    |
| 61-65     | 11/12 - 16/12 | Madrid                  | Óscar Pardillo          | Carlos Granado          | Yoka Kamada            | Mirko Corchia        | Blanca Castillo                 |
| 66-70     | 18/12 - 23/12 | Alicante                | Andrés Ruiz             | Ángela Moreno           | Dulce Vega             | Sergio Ortega        | Miguel Ángel Torres             |
| 71-75     | 25/12 - 29/12 | Madrid                  | Javier Sendín           | Carlota Bermúdez        | Carolina Betania       | Luis Dorado          | Patricia Anibaldi               |
| 76-80     | 01/01 - 05/01 | Sevilla                 | Paco Sánchez            | Pablo Vizcaíno          | Ana Muñoz              | Antonio Cervero      | Jessica Sánchez                 |
| 81-85     | 08/01 - 12/01 | Barcelona               | Gigi Atalla             | Daniel Perea            | Yolanda Moll           | Esther Sorkau        | Alexandra Vidal                 |
| 86-90     | 15/01 - 19/01 | Zaragoza                | Claudia Santos          | José Ángel Gómez        | Sonia Rubio            | Lisseth Galarza      | Javier Benito                   |
| 91-95     | 22/01 - 26/01 | Pontevedra              | Juan Amor               | Paco Fernández          | Gemma Guzmán           | M.ª Jesús Marín      | Carmen Albo                     |
| 96-100    | 29/01 - 02/02 | Madrid                  | Cristina Bergasa        | Rubén Flores            | Juan Burgaleta         | Pilar Fernández      | Verónica De Reina               |
| 101-105   | 05/01 - 09/02 | Valencia                | Sergio Ramos            | Pedro Saldaña           | Tania Díaz             | Noe Ribbon           | Patricia Peiró                  |
| 106-110   | 12/02 - 16/02 | Granada                 | Carmen Mª Urbano        | Mario Sánchez           | Raquel Martínez        | Juan Andrés Maya     | Susana Luzón                    |
| 111-115   | 19/02 - 23/02 | Córdoba                 | Rafael Ramírez          | Cristina Rovira         | José Manuel Benítez    | Alberto Cáceres      | Reyes Valle                     |
| 116-120   | 26/02 - 02/03 | Madrid                  | Mercedes Cristóbal      | Verónica Rubio          | Florencia Luppi        | Rodrigo Garcinuño    | Antonio Fernández               |
| 121-125   | 05/03 - 09/03 | Oviedo                  | Sofía Fernández         | Neftalí Vázquez         | Santi López            | María José Salán     | Roberto Panetti                 |
| 126-130   | 12/03 - 16/03 | Madrid                  | Mercedes Alba           | Luis Calvo              | Isabel Lavado          | Andrés Heredia       | Daisy Hernández                 |
| 131-135   | 19/03 - 23/03 | Valencia                | Óscar Alamán            | José Muñoz              | Pepa Sanz              | Josep Antoni Torrens | Alejandra Sequeira              |
| 136-140   | 02/04 - 06/04 | Málaga                  | José Pedro Zotana       | Mindy Wong Chaung       | Pablo Fradua           | Perla Alí            | Merche Giménez                  |
| 141-145   | 09/04 - 13/04 | Madrid                  | Elena Lorelei           | Emilia Cuenca           | Kake Lago              | Matías García        | Arancha Arribas Maribel Sánchez |
| 146-150   | 16/04 - 20/04 | Barcelona               | Rossana Álvarez         | Arantxa Jiménez         | Álex Urrutia           | Marcos Campoy        | Elena Tejedor                   |
| 151-155   | 23/04 - 27/04 | Almería                 | Sonia Salazar           | Pablo Yébenes           | Jesús Parejo (Chumy)   | Maribel Encinas      | Juanjo Gallego                  |
| 156-160   | 30/04 - 04/05 | Alicante                | Angie Cobut             | Carol Tello             | Mago Charly            | Pascual Sánchez      | Agustín Pagán                   |
| 161-165   | 07/05 - 11/05 | Madrid                  | Mario Belinchón         | Yolanda Sierra          | Ana Garrido            | Lara Sajen           | Javier Zúñiga                   |
| 166-170   | 14/05 - 18/05 | Huelva                  | Alexandra Lois          | Flavio Olivieri         | Nacho Rivera           | Juan José Orta       | Susana Pérez                    |
| 171-175   | 21/05 - 25/05 | Murcia                  | Fátima Aparicio         | Miguel Sánchez          | Olga Lucas             | Fernando Albadalejo  | Mara Martínez                   |
| 176-180   | 28/05 - 01/06 | Madrid                  | Mimi Fernández          | Virginia López          | Estefanía Zarzalejo    | David Rodríguez      | Santiago García                 |
| 181-185   | 04/06 - 08/06 | Sevilla                 | Eva Jiménez             | Marcos García           | José Luis Romero       | María José Sosa      | Chary Espejo                    |
| 186-189   | 11/06 - 14/06 | Madrid Especial repesca | Madrid Especial repesca | Enrique Bofill          | Lola Sopeña            | Carlos Granado       | Cristina Bergasa                |

### Ven a cenar conmigo 2018 / 2019
| Episodios | Fechas        | Localización                   | Concursantes               | Concursantes               | Concursantes               | Concursantes            | Concursantes                |
| --------- | ------------- | ------------------------------ | -------------------------- | -------------------------- | -------------------------- | ----------------------- | --------------------------- |
| 190–194   | 30/07 - 03/08 | Cantabria                      | Ainhoa Gómez               | Yeyo Rubín de Celis        | Álvaro Castellanos         | María Alonso            | Eva Amodia                  |
| 195–199   | 06/08 - 10/08 | Valencia                       | Miguel Esteban             | Fran Machancoses           | Santiago García            | Claudia Diamond         | Rosario Puchol              |
| 200-204   | 20/08 - 24/08 | Madrid                         | Raquel Beleña              | Charly Relaño              | Dilenia Almonte            | Monja Hammond           | Javier Espada               |
| 205-209   | 27/08 - 31/08 | Barcelona                      | Gonzalo Torrelles          | Tatiana Delgado            | Mai Álvarez                | Loli Cáceres            | Jordi González              |
| 210-214   | 03/09 - 07/09 | Madrid                         | Javier De Miguel           | Jaime Gómez                | Chus Ayuso                 | Suresh Singh            | Marisa Sandoval             |
| 215-219   | 11/09 - 14/09 | Alicante Especial cocineros    | Patricia Sanz              | Khris Jaime                | Paco Cadamunt              | Antxón Gómez            | Eduard Galle                |
| 220-224   | 17/09 - 21/09 | Sevilla Especial mujeres       | Victoria Pérez             | Laura Páez                 | Encarni Manfredi           | Anae Moreno             | Mari Cruz Melgar Marta Soto |
| 225-229   | 24/09 - 28/09 | Asturias                       | Maricruz Luque             | Miguel A. Sojo             | Iván "Pichurry" González   | Azahara Solista         | Lucía Fernández             |
| 230-234   | 05/11 - 09/11 | La Coruña                      | Aino Vigo                  | María Brandariz            | Cristina García            | José Rojas              | Jesús Vázquez               |
| 235-239   | 12/11 - 15/11 | Madrid                         | Marco Ampolo               | Sergio Motera              | Silvia Rivas               | Deiver Luengo           | Marta Castillo              |
| 240-243   | 19/11 - 23/11 | Cádiz                          | Cádiz                      | Paquito Bohórquez          | Carmen Escalante           | Francisco Rodríguez     | Angélica Jódar              |
| 244-248   | 26/11 - 30/11 | Málaga Especial repesca        | Paco Serrano               | Perla Alí                  | Mariani Hernández          | Sebastián Martín        | Raquel Martínez             |
| 249-253   | 03/12 - 07/12 | Madrid Especial dietas         | Belmary Estévez            | Alberto Aparicio           | Eva María Pérez            | Ana Ballesteros         | Nacho Galán                 |
| 254-258   | 10/12 - 14/12 | Córdoba                        | Clara Gregorio             | Luis de Castro             | Carmen Núñez               | Ángelo Ortiz            | Sandra Ortiz                |
| 259-263   | 17/12 - 21/12 | Madrid Especial parejas        | Jenny Llada Andrea Winkler | César Fuentes David Macías | Raúl Del Valle Melody Teri | Dani García Javi García | Sol Romón Cristian Andreu   |
| 264-268   | 24/12 - 28/12 | Madrid Especial ganadores      | Josep Ballester            | Esperanza Pérez            | Vanessa Vargas             | Pascual Sánchez         | David Rodríguez             |
| 269-273   | 31/12 - 04/01 | Madrid                         | Víctor Valladares          | Paula Feijóo               | Ruth Soler                 | Sergio Sajen            | Carmen Pastor               |
| 274-278   | 18/02 - 22/02 | Alicante                       | Ángela Rufete              | Víctor Gómez               | Susana Domingo             | Juan Miguel Moreno      | Shaila Galisteo             |
| 279-283   | 25/02 - 01/03 | Barcelona Especial mujeres     | Azahara Rodríguez          | Eva Munllonch              | Maritza Avendaño           | María Vives             | Susanna Gómez               |
| 284-288   | 04/03 - 08/03 | Zaragoza                       | Beatriz Rubio              | Luis Martín                | Gloria Esquej              | Sarah Dodd              | Imanol Sánchez              |
| 289-293   | 11/03 - 15/03 | Cantabria                      | César Benet                | Patricia Franco            | Luis Palacio               | Bernabé Muñoz           | Rosa Herreros               |
| 294-298   | 18/03 - 22/03 | Madrid Especial tribus urbanas | Raúl Sotodosos             | Cristina Dos Santos        | Nery Caballero             | Pía Hessel              | Amador Miralpex             |
| 299-303   | 26/03 - 29/03 | Sevilla                        | Manuel Restituto           | Carmen Nuño                | Davinia Motilla            | Alejandro Gutiérrez     | Jennifer Bouzo              |
| 304-308   | 01/04 - 05/04 | Seseña                         | Manolo Téllez              | Sheila Rodero              | David Hernández            | Noelia Ramos            | Sandra Castán               |
| 309-313   | 08/04 - 12/04 | Málaga                         | Andrés Camacho             | María Romano               | Halima Abboud              | Macario Diop            | Paqui Montero               |
| 314-318   | 15/04 - 19/04 | Madrid                         | Katy Pérez                 | Sacri Sánchez              | Karina Llanos              | Kiko Sampol             | Jorge Periáñez              |
| 319-323   | 22/04 - 26/04 | Barcelona Especial repesca     | Frank Rojo                 | Alexandra Vidal            | Javier Benito              | Elena Tejedor           | Tatiana Delgado             |

### Ven a cenar conmigo 2019 / 2020
| Episodios | Fechas        | Localización              | Concursantes             | Concursantes     | Concursantes   | Concursantes      | Concursantes         |
| --------- | ------------- | ------------------------- | ------------------------ | ---------------- | -------------- | ----------------- | -------------------- |
| 324–328   | 23/12 - 27/12 | Madrid                    | Pilar Gutiérrez          | Eva Robles       | Camila Paiva   | Omar Montes       | Pepe Fernández       |
| 329–333   | 30/12 - 03/01 | Madrid                    | Las Supremas de Móstoles | Javier Aguilar   | Maica Arjona   | Iván Pica         | Susana Jiménez       |
| 334–338   | 06/01 - 10/01 | Alicante                  | Adela Cantero            | Estefanía Borras | Pascual Flores | Ljiljana Novkovic | José Ródenas         |
| 339–343   | 13/01 - 17/01 | Barcelona                 | María Díaz               | Anna Mas         | Miriam Salinas | Miguel Vargas     | Pablo Yang Tiancheng |
| 344–348   | 20/01 - 24/01 | Madrid Especial cocineros | Rocío Sánchez            | Alberto Criado   | Rubén Solla    | María Martín      | Carmela Santana      |
| 349–353   | 27/01 - 31/01 | Sevilla                   | Danilo Pacheco           | José Archidona   | Mayte Blázquez | "El Peri"         | Maribel Fatou        |
| 354–358   | 03/02 - 07/02 | Madrid                    | Magdalena Gómez          | Rodrigo Gavín    | Yolanda Gaviño | Vier Márquez      | Lorraine Curley      |
| 359–363   | 10/02 - 14/02 | Madrid                    | Brighid de Fez           | Víctor Fuentes   | Nataly Martín  | Sergio Vega       | María Jesús Garnica  |

## Audiencias (en Cuatro)

### Temporada 3 (2017-2018)
| Programas emitidos | Programas emitidos | Programas emitidos | Programas emitidos | Programas emitidos |
| N.º                | Anfitrión          | Fecha de emisión   | Audiencia          |                    |
| ------------------ | ------------------ | ------------------ | ------------------ | ------------------ |
| 12                 | Mª ElenaVíctor     | 18/09/2017         | 1 052 000 (7,4%)   |                    |
| 3                  | Marisa             | 19/09/2017         | 500 000 (4,0%)     |                    |
| 4                  | Jacobo             | 20/09/2017         | 477 000 (3,7%)     |                    |
| 5                  | Sonia              | 21/09/2017         | 464 000 (3,7%)     |                    |
| 6                  | Abelardo           | 25/09/2017         | 546 000 (4,2%)     |                    |
| 7                  | Elena              | 26/09/2017         | 433 000 (3,1%)     |                    |
| 8                  | Esperanza          | 27/09/2017         | 451 000 (3,5%)     |                    |
| 9                  | Juanjo             | 28/09/2017         | 580 000 (4,6%)     |                    |
| 10                 | Mariani            | 29/09/2017         | 471 000 (4,2%)     |                    |
| 11                 | Lola               | 02/10/2017         | 533 000 (3,9%)     |                    |
| 12                 | Isidro             | 03/10/2017         | 515 000 (3,4%)     |                    |
| 13                 | Fernando           | 04/10/2017         | 500 000 (3,7%)     |                    |
| 14                 | Arturo             | 05/10/2017         | 476 000 (3,8%)     |                    |
| 15                 | Raquel             | 06/10/2017         | 413 000 (3,4%)     |                    |
| 16                 | Estíbaliz          | 09/10/2017         | 534 000 (3,7%)     |                    |
| 17                 | Nuria              | 10/10/2017         | 508 000 (3,2%)     |                    |
| 18                 | Paco               | 11/10/2017         | 430 000 (3,5%)     |                    |
| 19                 | Ana                | 12/10/2017         | 723 000 (5,5%)     |                    |
| 20                 | Sebastián          | 13/10/2017         | 541 000 (4,8%)     |                    |
| 21                 | Eva                | 16/10/2017         | 594 000 (4,1%)     |                    |
| 22                 | Chikitín           | 17/10/2017         | 562 000 (3,5%)     |                    |
| 23                 | Carmen             | 18/10/2017         | 670 000 (4,6%)     |                    |
| 24                 | José               | 19/10/2017         | 619 000 (4,5%)     |                    |
| 25                 | Josep              | 20/10/2017         | 556 000 (4,5%)     |                    |
| 26                 | Miriam             | 23/10/2017         | 661 000 (4,5%)     |                    |
| 27                 | Lolo               | 24/10/2017         | 717 000 (5,0%)     |                    |
| 28                 | Ruth               | 25/10/2017         | 723 000 (5,2%)     |                    |
| 29                 | Gabi               | 26/10/2017         | 648 000 (4,5%)     |                    |
| 30                 | Ángeles            | 27/10/2017         | 634 000 (4,8%)     |                    |
| 31                 | Begoña             | 30/10/2017         | 793 000 (5,0%)     |                    |
| 32                 | Enrique            | 31/10/2017         | 613 000 (4,5%)     |                    |
| 33                 | Mª Ángeles         | 01/11/2017         | 1 048 000 (6,1%)   |                    |
| 34                 | Cristina           | 02/11/2017         | 768 000 (5,0%)     |                    |
| 35                 | Frank              | 03/11/2017         | 651 000 (4,8%)     |                    |
| 36                 | Maite              | 06/11/2017         | 786 000 (5,0%)     |                    |
| 37                 | Noa                | 07/11/2017         | 731 000 (4,7%)     |                    |
| 38                 | Tito               | 08/11/2017         | 731 000 (4,7%)     |                    |
| 39                 | Diego              | 10/11/2017         | 642 000 (4,7%)     |                    |
| 40                 | Diego              | 11/11/2017         | 498 000 (3,8%)     |                    |
| 41                 | Lidia              | 13/11/2017         | 807 000 (5,1%)     |                    |
| 42                 | Pepe               | 14/11/2017         | 930 000 (5,8%)     |                    |
| 43                 | Mari Carmen        | 15/11/2017         | 947 000 (6,1%)     |                    |
| 44                 | Lin                | 16/11/2017         | 888 000 (5,8%)     |                    |
| 45                 | Paco               | 17/11/2017         | 726 000 (5,4%)     |                    |
| 46                 | Manuel             | 20/11/2017         | 809 000 (5,0%)     |                    |
| 47                 | Jesús              | 21/11/2017         | 675 000 (4,2%)     |                    |
| 48                 | Vanessa            | 22/11/2017         | 944 000 (6,1%)     |                    |
| 49                 | Lourdes            | 23/11/2017         | 839 000 (5,5%)     |                    |
| 50                 | Auri               | 24/11/2017         | 611 000 (4,7%)     |                    |
| 51                 | Lola               | 27/11/2017         | 813 000 (5,3%)     |                    |
| 52                 | Charo              | 28/11/2017         | 883 000 (5,8%)     |                    |
| 53                 | Valle              | 29/11/2017         | 864 000 (5,6%)     |                    |
| 54                 | Juanmi             | 30/11/2017         | 919 000 (6,2%)     |                    |
| 55                 | Jose Luis          | 01/12/2017         | 800 000 (5,8%)     |                    |
| 56                 | Olatz              | 04/12/2017         | 898 000 (5,8%)     |                    |
| 57                 | Mamadou            | 05/12/2017         | 675 000 (4,8%)     |                    |
| 58                 | Ane                | 06/12/2017         | 925 000 (6,0%)     |                    |
| 59                 | Amaia              | 07/12/2017         | 611 000 (4,6%)     |                    |
| 60                 | Iñaki              | 08/12/2017         | 880 000 (6,5%)     |                    |
| 61                 | Óscar              | 11/12/2017         | 914 000 (5,8%)     |                    |
| 62                 | Carlos             | 12/12/2017         | 937 000 (6,3%)     |                    |
| 63                 | Yoka               | 13/12/2017         | 935 000 (6,3%)     |                    |
| 64                 | Mirko              | 14/12/2017         | 826 000 (5,6%)     |                    |
| 65                 | Blanca             | 15/12/2017         | 783 000 (5,7%)     |                    |
| 66                 | Andrés             | 18/12/2017         | 598 000 (3,8%)     |                    |
| 67                 | Ángela             | 19/12/2017         | 828 000 (5,7%)     |                    |
| 68                 | Dulce              | 20/12/2017         | 854 000 (5,8%)     |                    |
| 69                 | Sergio             | 22/12/2017         | 645 000 (5,0%)     |                    |
| 70                 | Miguel Ángel       | 22/12/2017         | 1 131 000 (7,5%)   |                    |
| 71                 | Javier             | 25/12/2017         | 839 000 (5,4%)     |                    |
| 72                 | Carlota            | 26/12/2017         | 784 000 (5,3%)     |                    |
| 73                 | Carolina           | 27/12/2017         | 837 000 (5,7%)     |                    |
| 74                 | Luis               | 28/12/2017         | 816 000 (5,8%)     |                    |
| 75                 | Patricia           | 29/12/2017         | 862 000 (6,7%)     |                    |
| 76                 | Paco               | 01/01/2018         | 1 213 000 (6,8%)   |                    |
| 77                 | Pablo              | 02/01/2018         | 804 000 (5,2%)     |                    |
| 78                 | Ana                | 03/01/2018         | 918 000 (6,0%)     |                    |
| 79                 | Antonio            | 04/01/2018         | 623 000 (4,2%)     |                    |
| 80                 | Jessica            | 05/01/2018         | 705 000 (5,2%)     |                    |
| 81                 | Gigi               | 08/01/2018         | 875 000 (5,3%)     |                    |
| 82                 | Daniela            | 09/01/2018         | 894 000 (5,3%)     |                    |
| 83                 | Yolanda            | 10/01/2018         | 965 000 (5,9%)     |                    |
| 84                 | Esther             | 11/01/2018         | 931 000 (5,7%)     |                    |
| 85                 | Alexandra          | 12/01/2018         | 816 000 (5,6%)     |                    |
| 86                 | Claudia            | 15/01/2018         | 841 000 (5,0%)     |                    |
| 87                 | José Ángel         | 16/01/2018         | 913 000 (5,8%)     |                    |
| 88                 | Sonia              | 17/01/2018         | 863 000 (5,4%)     |                    |
| 89                 | Lisseth            | 18/01/2018         | 1 053 000 (6,7%)   |                    |
| 90                 | Javier             | 19/01/2018         | 1 127 000 (6,7%)   |                    |
| 91                 | Juan               | 22/01/2018         | 941 000 (5,7%)     |                    |
| 92                 | Paco               | 23/01/2018         | 929 000 (5,9%)     |                    |
| 93                 | Gemma              | 24/01/2018         | 917 000 (5,7%)     |                    |
| 94                 | M.ª Jesús          | 25/01/2018         | 946 000 (5,9%)     |                    |
| 95                 | Carmen             | 26/01/2018         | 828 000 (5,5%)     |                    |
| 96                 | Cristina           | 29/01/2018         | 979 000 (6,0%)     |                    |
| 97                 | Rubén              | 30/01/2018         | 952 000 (5,7%)     |                    |
| 98                 | Juan               | 31/01/2018         | 972 000 (6,2%)     |                    |
| 99                 | Pilar              | 01/02/2018         | 1 135 000 (7,0%)   |                    |
| 100                | Verónica           | 02/02/2018         | 940 000 (6,2%)     |                    |
| 101                | Sergio             | 05/02/2018         | 1 016 000 (5,8%)   |                    |
| 102                | Pedro              | 06/02/2018         | 1 130 000 (6,7%)   |                    |
| 103                | Tania              | 07/02/2018         | 927 000 (5,6%)     |                    |
| 104                | Noe                | 08/02/2018         | 1 027 000 (6,2%)   |                    |
| 105                | Patricia           | 09/02/2018         | 810 000 (5,3%)     |                    |
| 106                | Carmen Mª          | 12/02/2018         | 1 059 000 (6,4%)   |                    |
| 107                | Mario              | 13/02/2018         | 1 076 000 (6,5%)   |                    |
| 108                | Raquel             | 14/02/2018         | 825 000 (5,2%)     |                    |
| 109                | Juan Andrés        | 15/02/2018         | 848 000 (5,3%)     |                    |
| 110                | Susana             | 16/02/2018         | 858 000 (5,9%)     |                    |
| 111                | Rafael             | 19/02/2018         | 1 150 000 (6,9%)   |                    |
| 112                | Cristina           | 20/02/2018         | 729 000 (4,2%)     |                    |
| 113                | José Manuel        | 21/02/2018         | 924 000 (5,6%)     |                    |
| 114                | Alberto            | 22/02/2018         | 916 000 (5,7%)     |                    |
| 115                | Reyes              | 23/02/2018         | 856 000 (5,8%)     |                    |
| 116                | Mercedes           | 26/02/2018         | 1 330 000 (7,0%)   |                    |
| 117                | Verónica           | 27/02/2018         | 1 013 000 (5,8%)   |                    |
| 118                | Florencia          | 28/02/2018         | 895 000 (5,1%)     |                    |
| 119                | Rodrigo            | 01/03/2018         | 1 023 000 (6,3%)   |                    |
| 120                | Antonio            | 02/03/2018         | 902 000 (6,0%)     |                    |
| 121                | Sofía              | 05/03/2018         | 1 073 000 (6,5%)   |                    |
| 122                | Neftalí            | 06/03/2018         | 677 000 (3,4%)     |                    |
| 123                | Santi              | 07/03/2018         | 911 000 (5,8%)     |                    |
| 124                | María José         | 08/03/2018         | 886 000 (5,8%)     |                    |
| 125                | Roberto            | 09/03/2018         | 807 000 (5,6%)     |                    |
| 126                | Mercedes           | 12/03/2018         | 883 000 (5,4%)     |                    |
| 127                | Luis               | 13/03/2018         | 862 000 (5,2%)     |                    |
| 128                | Isabel             | 14/03/2018         | 867 000 (5,3%)     |                    |
| 129                | Andrés             | 15/03/2018         | 934 000 (6,0%)     |                    |
| 130                | Daisy              | 16/03/2018         | 792 000 (5,7%)     |                    |
| 131                | Óscar              | 19/03/2018         | 992 000 (5,9%)     |                    |
| 132                | José               | 20/03/2018         | 880 000 (5,4%)     |                    |
| 133                | Pepa               | 21/03/2018         | 966 000 (6,0%)     |                    |
| 134                | Josep Antonio      | 22/03/2018         | 971 000 (6,3%)     |                    |
| 135                | Alejandra          | 23/03/2018         | 831 000 (5,4%)     |                    |
| 136                | José Pedro         | 02/04/2018         | 757 000 (5,2%)     |                    |
| 137                | Mindy              | 03/04/2018         | 684 000 (4,2%)     |                    |
| 138                | Pablo              | 04/04/2018         | 742 000 (5,2%)     |                    |
| 139                | Perla              | 05/04/2018         | 818 000 (6,1%)     |                    |
| 140                | Merche             | 06/04/2018         | 747 000 (5,7%)     |                    |
| 141                | Elena              | 09/04/2018         | 803 000 (5,4%)     |                    |
| 142                | Emilia             | 10/04/2018         | 804 000 (4,9%)     |                    |
| 143                | Kake               | 11/04/2018         | 723 000 (4,8%)     |                    |
| 144                | Matías             | 12/04/2018         | 750 000 (5,2%)     |                    |
| 145                | Maribel            | 13/04/2018         | 722 000 (5,5%)     |                    |
| 146                | Rossana            | 16/04/2018         | 747 000 (5,3%)     |                    |
| 147                | Arantxa            | 17/04/2018         | 689 000 (5,3%)     |                    |
| 148                | Álex               | 18/04/2018         | 707 000 (5,5%)     |                    |
| 149                | Marcos             | 19/04/2018         | 704 000 (5,6%)     |                    |
| 150                | Elena              | 20/04/2018         | 744 000 (6,2%)     |                    |
| 151                | Sonia              | 23/04/2018         | 856 000 (6,4%)     |                    |
| 152                | Pablo              | 24/04/2018         | 749 000 (5,5%)     |                    |
| 153                | Jesús              | 25/04/2018         | 697 000 (5,1%)     |                    |
| 154                | Maribel            | 26/04/2018         | 641 000 (5,1%)     |                    |
| 155                | Juanjo             | 27/04/2018         | 593 000 (5,0%)     |                    |
| 156                | Angie              | 30/04/2018         | 558 000 (4,4%)     |                    |
| 157                | Carol              | 01/05/2018         | 614 000 (3,5%)     |                    |
| 158                | Mago               | 02/05/2018         | 702 000 (5,1%)     |                    |
| 159                | Pascual            | 03/05/2018         | 662 000 (5,0%)     |                    |
| 160                | Agustín            | 04/05/2018         | 725 000 (6,0%)     |                    |
| 161                | Mario              | 07/05/2018         | 808 000 (6,0%)     |                    |
| 162                | Yolanda            | 08/05/2018         | 689 000 (5,2%)     |                    |
| 163                | Ana                | 09/05/2018         | 714 000 (5,4%)     |                    |
| 164                | Lara               | 10/05/2018         | 797 000 (6,2%)     |                    |
| 165                | Javier             | 11/05/2018         | 741 000 (6,5%)     |                    |
| 166                | Alexandra          | 14/05/2018         | 684 000 (5,3%)     |                    |
| 167                | Flavio             | 15/05/2018         | 697 000 (5,3%)     |                    |
| 168                | Nacho              | 16/05/2018         | 631 000 (4,8%)     |                    |
| 169                | Juan José          | 17/05/2018         | 759 000 (5,9%)     |                    |
| 170                | Susana             | 18/05/2018         | 503 000 (4,2%)     |                    |
| 171                | Fátima             | 21/05/2018         | 803 000 (5,8%)     |                    |
| 172                | Miguel             | 22/05/2018         | 674 000 (5,1%)     |                    |
| 173                | Olga               | 23/05/2018         | 801 000 (5,9%)     |                    |
| 174                | Fernando           | 24/05/2018         | 729 000 (5,6%)     |                    |
| 175                | Mara               | 25/05/2018         | 576 000 (4,7%)     |                    |
| 176                | Mimi               | 28/05/2018         | 829 000 (5,8%)     |                    |
| 177                | Virginia           | 29/05/2018         | 676 000 (5,0%)     |                    |
| 178                | Estefanía          | 30/05/2018         | 649 000 (4,8%)     |                    |
| 179                | David              | 31/05/2018         | 679 000 (5,2%)     |                    |
| 180                | Santiago           | 01/06/2018         | 619 000 (5,4%)     |                    |
| 181                | Eva                | 04/06/2018         | 754 000 (5,4%)     |                    |
| 182                | Marcos             | 05/06/2018         | 816 000 (5,8%)     |                    |
| 183                | José Luis          | 06/06/2018         | 712 000 (5,3%)     |                    |
| 184                | María José         | 07/06/2018         | 681 000 (5,3%)     |                    |
| 185                | Chary              | 08/06/2018         | 618 000 (5,4%)     |                    |
| 186                | Enrique            | 11/06/2018         | 655 000 (5,0%)     |                    |
| 187                | Lola               | 12/06/2018         | 723 000 (5,6%)     |                    |
| 188                | Carlos             | 13/06/2018         | 672 000 (5,4%)     |                    |
| 189                | Cristina           | 14/06/2018         | 644 000 (5,4%)     |                    |

### Temporada 4 (2018-2019)
| Programas emitidos | Programas emitidos | Programas emitidos | Programas emitidos | Programas emitidos |
| N.º                | Anfitrión          | Fecha de emisión   | Audiencia          |                    |
| ------------------ | ------------------ | ------------------ | ------------------ | ------------------ |
| 190                | Ainhoa             | 30/07/2018         | 436 000 (4,7%)     |                    |
| 191                | Yeyo               | 31/07/2018         | 527 000 (5,5%)     |                    |
| 192                | Álvaro             | 01/08/2018         | 477 000 (5,1%)     |                    |
| 193                | María              | 02/08/2018         | 429 000 (4,7%)     |                    |
| 194                | Eva                | 03/08/2018         | 326 000 (3,8%)     |                    |
| 195                | Miguel             | 06/08/2018         | 470 000 (5,0%)     |                    |
| 196                | Fran               | 07/08/2018         | 458 000 (4,9%)     |                    |
| 197                | Santiago           | 08/08/2018         | 429 000 (4,8%)     |                    |
| 198                | Claudia            | 09/08/2018         | 454 000 (5,0%)     |                    |
| 199                | Rosario            | 10/08/2018         | 394 000 (4,9%)     |                    |
| 200                | Raquel             | 20/08/2018         | 430 000 (4,5%)     |                    |
| 201                | Charly             | 21/08/2018         | 432 000 (4,7%)     |                    |
| 202                | Dilenia            | 22/08/2018         | 416 000 (4,6%)     |                    |
| 203                | Monja              | 23/08/2018         | 485 000 (5,4%)     |                    |
| 204                | Javier             | 24/08/2018         | 435 000 (4,9%)     |                    |
| 205                | Gonzalo            | 27/08/2018         | 604 000 (6,1%)     |                    |
| 206                | Tatiana            | 28/08/2018         | 546 000 (5,4%)     |                    |
| 207                | Mai                | 29/08/2018         | 545 000 (5,4%)     |                    |
| 208                | Loli               | 30/08/2018         | 564 000 (5,9%)     |                    |
| 209                | Jordi              | 31/08/2018         | 490 000 (5,3%)     |                    |
| 210                | Javier             | 03/09/2018         | 582 000 (5,2%)     |                    |
| 211                | Jaime              | 04/09/2018         | 567 000 (5,2%)     |                    |
| 212                | Chus               | 05/09/2018         | 639 000 (5,8%)     |                    |
| 213                | Suresh             | 06/09/2018         | 272 000 (3,6%)     |                    |
| 214                | Marisa             | 07/09/2018         | 253 000 (3,1%)     |                    |
| 215                | Patricia           | 11/09/2018         | 545 000 (3,6%)     |                    |
| 216                | Khris              | 12/09/2018         | 579 000 (4,9%)     |                    |
| 217                | Paco               | 13/09/2018         | 494 000 (4,3%)     |                    |
| 218                | Antxón             | 14/09/2018         | 443 000 (4,2%)     |                    |
| 219                | Eduard             | 14/09/2018         | 940 000 (7,2%)     |                    |
| 220                | Victoria           | 17/09/2018         | 784 000 (5,3%)     |                    |
| 221                | Laura              | 18/09/2018         | 568 000 (4,5%)     |                    |
| 222                | Encarni            | 19/09/2018         | 518 000 (4,2%)     |                    |
| 223                | Anae               | 20/09/2018         | 590 000 (5,0%)     |                    |
| 224                | Marta              | 21/09/2018         | 502 000 (4,8%)     |                    |
| 225                | Maricruz           | 24/09/2018         | 608 000 (4,8%)     |                    |
| 226                | Miguel Ángel       | 25/09/2018         | 671 000 (5,4%)     |                    |
| 227                | Pichurry           | 26/09/2018         | 514 000 (4,0%)     |                    |
| 228                | Azahara            | 27/09/2018         | 566 000 (4,7%)     |                    |
| 229                | Lucía              | 28/09/2018         | 487 000 (4,6%)     |                    |
| 230                | Aino               | 05/11/2018         | 621 000 (3,8%)     |                    |
| 231                | María              | 06/11/2018         | 550 000 (3,6%)     |                    |
| 232                | Cristina           | 07/11/2018         | 623 000 (4,1%)     |                    |
| 233                | José               | 08/11/2018         | 634 000 (4,3%)     |                    |
| 234                | Jesús              | 09/11/2018         | 499 000 (3,7%)     |                    |
| 235                | Marco              | 12/11/2018         | 599 000 (4,0%)     |                    |
| 236                | Sergio             | 13/11/2018         | 532 000 (3,6%)     |                    |
| 237                | Silvia             | 14/11/2018         | 634 000 (4,2%)     |                    |
| 238                | Deiver             | 15/11/2018         | 520 000 (3,2%)     |                    |
| 239                | Marta              | 15/11/2018         | 807 000 (4,2%)     |                    |
| 240                | Paquito            | 19/11/2018         | 650 000 (4,1%)     |                    |
| 241                | Carmen             | 21/11/2018         | 631 000 (4,1%)     |                    |
| 242                | Francisco          | 22/11/2018         | 647 000 (4,2%)     |                    |
| 243                | Angélica           | 23/11/2018         | 499 000 (3,7%)     |                    |
| 244                | Paco               | 26/11/2018         | 554 000 (3,5%)     |                    |
| 245                | Perla              | 27/11/2018         | 557 000 (3,6%)     |                    |
| 246                | Mariani            | 28/11/2018         | 576 000 (3,8%)     |                    |
| 247                | Sebastián          | 29/11/2018         | 624 000 (4,2%)     |                    |
| 248                | Raquel             | 30/11/2018         | 542 000 (4,1%)     |                    |
| 249                | Belmary            | 03/12/2018         | 597 000 (4,0%)     |                    |
| 250                | Alberto            | 04/12/2018         | 554 000 (3,8%)     |                    |
| 251                | Eva María          | 05/12/2018         | 492 000 (3,5%)     |                    |
| 252                | Ana                | 06/12/2018         | 585 000 (4,1%)     |                    |
| 253                | Nacho              | 07/12/2018         | 595 000 (4,5%)     |                    |
| 254                | Clara              | 10/12/2018         | 509 000 (3,4%)     |                    |
| 255                | Luis               | 11/12/2018         | 593 000 (4,0%)     |                    |
| 256                | Carmen             | 12/12/2018         | 671 000 (4,6%)     |                    |
| 257                | Ángelo             | 13/12/2018         | 655 000 (4,1%)     |                    |
| 258                | Sandra             | 14/12/2018         | 577 000 (4,2%)     |                    |
| 259                | Jenny y Andrea     | 17/12/2018         | 597 000 (3,8%)     |                    |
| 260                | César y David      | 18/12/2018         | 572 000 (3,8%)     |                    |
| 261                | Raúl y Melody      | 19/12/2018         | 629 000 (4,3%)     |                    |
| 262                | Dani y Javi        | 20/12/2018         | 592 000 (4,2%)     |                    |
| 263                | Sol y Cristian     | 21/12/2018         | 476 000 (3,5%)     |                    |
| 264                | Josep              | 24/12/2018         | 446 000 (4,1%)     |                    |
| 265                | Esperanza          | 25/12/2018         | 706 000 (4,5%)     |                    |
| 266                | Vanessa            | 26/12/2018         | 526 000 (3,6%)     |                    |
| 267                | Pascual            | 27/12/2018         | 559 000 (3,9%)     |                    |
| 268                | David              | 28/12/2018         | 446 000 (3,4%)     |                    |
| 269                | Víctor             | 31/12/2018         | 322 000 (2,8%)     |                    |
| 270                | Paula              | 01/01/2019         | 644 000 (4,0%)     |                    |
| 271                | Ruth               | 02/01/2019         | 540 000 (3,7%)     |                    |
| 272                | Sergio             | 03/01/2019         | 745 000 (5,0%)     |                    |
| 273                | Carmen             | 04/01/2019         | 437 000 (3,2%)     |                    |
| 274                | Ángela             | 18/02/2019         | 609 000 (3,8%)     |                    |
| 275                | Víctor             | 19/02/2019         | 542 000 (3,5%)     |                    |
| 276                | Susana             | 20/02/2019         | 535 000 (3,5%)     |                    |
| 277                | Juan Miguel        | 21/02/2019         | 542 000 (3,6%)     |                    |
| 278                | Shaila             | 22/02/2019         | 515 000 (3,8%)     |                    |
| 279                | Azahara            | 25/02/2019         | 493 000 (3,1%)     |                    |
| 280                | Eva                | 26/02/2019         | 557 000 (3,7%)     |                    |
| 281                | Maritza            | 27/02/2019         | 477 000 (2,8%)     |                    |
| 282                | María              | 28/02/2019         | 562 000 (3,7%)     |                    |
| 283                | Susana             | 01/03/2019         | 531 000 (3,9%)     |                    |
| 284                | Beatriz            | 04/03/2019         | 573 000 (3,7%)     |                    |
| 285                | Luis               | 05/03/2019         | 544 000 (3,5%)     |                    |
| 286                | Gloria             | 06/03/2019         | 566 000 (3,7%)     |                    |
| 287                | Sarah              | 07/03/2019         | 651 000 (4,3%)     |                    |
| 288                | Imanol             | 08/03/2019         | 487 000 (3,8%)     |                    |
| 289                | César              | 11/03/2019         | 569 000 (3,8%)     |                    |
| 290                | Patricia           | 12/03/2019         | 572 000 (3,8%)     |                    |
| 291                | Luis               | 13/03/2019         | 601 000 (3,9%)     |                    |
| 292                | Bernabé            | 14/03/2019         | 625 000 (4,3%)     |                    |
| 293                | Rosa               | 15/03/2019         | 550 000 (4,3%)     |                    |
| 294                | Raúl               | 18/03/2019         | 655 000 (4,5%)     |                    |
| 295                | Cristina           | 19/03/2019         | 650 000 (4,3%)     |                    |
| 296                | Nery               | 20/03/2019         | 648 000 (4,3%)     |                    |
| 297                | Pía                | 21/03/2019         | 702 000 (4,5%)     |                    |
| 298                | Amador             | 22/03/2019         | 232 000 (2,3%)     |                    |
| 299                | Manuel             | 26/03/2019         | 579 000 (3,2%)     |                    |
| 300                | Carmen             | 27/03/2019         | 515 000 (3,4%)     |                    |
| 301                | Davinia            | 28/03/2019         | 580 000 (4,0%)     |                    |
| 302                | Alejandro          | 29/03/2019         | 431 000 (3,3%)     |                    |
| 303                | Jennifer           | 29/03/2019         | 1 001 000 (6,4%)   |                    |
| 304                | Manolo             | 01/04/2019         | 508 000 (3,6%)     |                    |
| 305                | Sheila             | 02/04/2019         | 484 000 (3,5%)     |                    |
| 306                | David              | 03/04/2019         | 516 000 (3,7%)     |                    |
| 307                | Noelia             | 04/04/2019         | 514 000 (3,7%)     |                    |
| 308                | Sandra             | 04/04/2019         | 492 000 (3,8%)     |                    |
| 309                | Andrés             | 08/04/2019         | 625 000 (4,4%)     |                    |
| 310                | María              | 09/04/2019         | 610 000 (4,3%)     |                    |
| 311                | Halima             | 10/04/2019         | 505 000 (3,4%)     |                    |
| 312                | Macario            | 11/04/2019         | 626 000 (4,7%)     |                    |
| 313                | Paqui              | 11/04/2019         | 469 000 (4,0%)     |                    |
| 314                | Katy               | 15/04/2019         | 532 000 (3,9%)     |                    |
| 315                | Sacri              | 16/04/2019         | 465 000 (3,7%)     |                    |
| 316                | Karina             | 17/04/2019         | 476 000 (3,8%)     |                    |
| 317                | Kiko               | 18/04/2019         | 490 000 (3,9%)     |                    |
| 318                | Jorge              | 19/04/2019         | 545 000 (4,3%)     |                    |
| 319                | Frank              | 22/04/2019         | 576 000 (3,9%)     |                    |
| 320                | Alexandra          | 23/04/2019         | 519 000 (3,6%)     |                    |
| 321                | Javier             | 24/04/2019         | 561 000 (3,9%)     |                    |
| 322                | Elena              | 25/04/2019         | 610 000 (4,6%)     |                    |
| 323                | Tatiana            | 26/04/2019         | 468 000 (4,1%)     |                    |

### Temporada 5 (2019-2020)
| Programas emitidos | Programas emitidos | Programas emitidos | Programas emitidos | Programas emitidos |
| N.º                | Anfitrión          | Fecha de emisión   | Audiencia          |                    |
| ------------------ | ------------------ | ------------------ | ------------------ | ------------------ |
| 324                | Pilar              | 23/12/2019         | 310 000 (2,4%)     |                    |
| 325                | Eva                | 24/12/2019         | 290 000 (2,7%)     |                    |
| 326                | Camila             | 25/12/2019         | 552 000 (3,8%)     |                    |
| 327                | Omar               | 26/12/2019         | 423 000 (3,1%)     |                    |
| 328                | Pepe               | 27/12/2019         | 401 000 (3,2%)     |                    |
| 329                | Las Supremas       | 30/12/2019         | 339 000 (2,6%)     |                    |
| 330                | Javier             | 31/12/2019         | 341 000 (2,9%)     |                    |
| 331                | Maica              | 01/01/2020         | 456 000 (2,9%)     |                    |
| 332                | Iván               | 02/01/2020         | 338 000 (2,4%)     |                    |
| 333                | Susana             | 03/01/2020         | 358 000 (2,6%)     |                    |
| 334                | Adela              | 06/01/2020         | 544 000 (3,4%)     |                    |
| 335                | Estefanía          | 07/01/2020         | 390 000 (2,6%)     |                    |
| 336                | Pascual            | 08/01/2020         | 338 000 (2,3%)     |                    |
| 337                | Ljiljana           | 09/01/2020         | 494 000 (3,3%)     |                    |
| 338                | José               | 10/01/2020         | 404 000 (3,0%)     |                    |
| 339                | María              | 13/01/2020         | 413 000 (2,7%)     |                    |
| 340                | Anna               | 14/01/2020         | 435 000 (2,9%)     |                    |
| 341                | Miriam             | 15/01/2020         | 482 000 (3,3%)     |                    |
| 342                | Miguel             | 16/01/2020         | 556 000 (3,8%)     |                    |
| 343                | Pablo              | 17/01/2020         | 497 000 (3,7%)     |                    |
| 344                | Rocío              | 20/01/2020         | 481 000 (3,0%)     |                    |
| 345                | Alberto            | 21/01/2020         | 594 000 (3,8%)     |                    |
| 346                | Rubén              | 22/01/2020         | 404 000 (3,1%)     |                    |
| 347                | María              | 23/01/2020         | 392 000 (3,2%)     |                    |
| 348                | Carmela            | 24/01/2020         | 490 000 (3,5%)     |                    |
| 349                | Danilo             | 27/01/2020         | 505 000 (3,2%)     |                    |
| 350                | José               | 28/01/2020         | 506 000 (3,5%)     |                    |
| 351                | Mayte              | 29/01/2020         | 327 000 (2,7%)     |                    |
| 352                | El Peri            | 30/01/2020         | 368 000 (3,1%)     |                    |
| 353                | Mariebl            | 31/01/2020         | 413 000 (3,2%)     |                    |
| 354                | Magdalena          | 03/02/2020         | 546 000 (3,8%)     |                    |
| 355                | Rodrigo            | 04/02/2020         | 613 000 (4,2%)     |                    |
| 356                | Yolanda            | 05/02/2020         | 574 000 (4,0%)     |                    |
| 357                | Vier               | 06/02/2020         | 353 000 (3,0%)     |                    |
| 358                | Lorraine           | 07/02/2020         | 442 000 (3,5%)     |                    |
| 359                | Brighid            | 10/02/2020         | 501 000 (3,4%)     |                    |
| 360                | Víctor             | 11/02/2020         | 568 000 (4,0%)     |                    |
| 361                | Nataly             | 12/02/2020         | 412 000 (3,3%)     |                    |
| 362                | Sergio             | 13/02/2020         | 446 000 (3,7%)     |                    |
| 363                | M.ª Jesús          | 14/02/2020         | 490 000 (3,9%)     |                    |

### Audiencia media de todas las ediciones
| Temporada                              | Fecha     | Programas | Cadena | Espectadores | Share |
| -------------------------------------- | --------- | --------- | ------ | ------------ | ----- |
| Ven a cenar conmigo: Primera temporada | 2017-2018 | 189       | Cuatro | 768 000      | 5,3%  |
| Ven a cenar conmigo: Segunda temporada | 2018-2019 | 133       | Cuatro | 552 000      | 4,2%  |
| Ven a cenar conmigo: Tercera temporada | 2019-2020 | 39        | Cuatro | 456 000      | 3,3%  |

## Formatos internacionales
El formato original del programa es el británico Come dine with me, que emite la cadena británica Channel 4 desde el año 2005 y que está producido por ITV Studios. Este se ha vendido internacionalmente y ha contado con varias versiones, entre ellas la alemana (Das perfekte Dinner), producidas por la misma productora. También hay versiones del formato llevadas a cargo por otras productoras como la versión francesa (Un diner presque parfait) o el caso español, llevado en su primera etapa por la productora ZeppelinTV (perteneciente a Endemol) y en la segunda, por Warner Bros ITVP.